# ألفريدو ماركوس دا سيلفا جونيور
ألفريدو ماركوس دا سيلفا جونيور هو لاعب كرة قدم برازيلي، ولد في 2 أبريل 1986 في ريو دي جانيرو في البرازيل. لعب مع نادي الظفرة ونادي بوا إيسبورت ونادي فيسترلو.